# Emilia Eberle
Emilia Eberle (Baia Mare, Rumania, 16 de mayo de 1965) es una gimnasta artística, especialista en la prueba de suelo, con la que llegó a ser campeona mundial en 1979.

## Carrera deportiva
Nació en el seno de una familia de suabos del Banato. En el Mundial de Estrasburgo 1978 ganó la plata en equipos, tras la Unión Soviética y delante de Alemania del Este. Además otras tres medallas, todas de bronce: en asimétricas, barra de equilibrio y suelo, en esta última quedó tras las soviéticas Nellie Kim y Elena Mukhina y empatada con la estadounidense Kathy Johnson.
En el Mundial celebrado en Fort Worth (Texas) en 1979 consiguió el oro en el concurso por equipos, superando a la Unión Soviética y Alemania del Este. Además, consiguió dos medallas en las especialidades de 'suelo' y 'asimétricas' (un oro y una plata respectivamente). Sus compañeras de equipo fueron: Nadia Comăneci, Rodica Dunca, Melita Ruhn, Dumitriţa Turner y Marilena Vladarau. 
En los JJ. OO. de Moscú de 1980 gana la plata por equipos, tras la Unión Soviética y por delante de Alemania del Este, siendo sus compañeras en esta ocasión: Nadia Comăneci, Rodica Dunca, Cristina Elena Grigoraş, Melita Ruhn y Dumitrița Turner.